# Al-Ubajdijja
Al-Ubajdijja (arab. العبيدية) – miasto w Autonomii Palestyńskiej (środkowy Zachodni Brzeg, muhafaza Betlejem). Według danych oficjalnych na rok 2007 liczyło 10 618 mieszkańców.